# Emmy Raver-Lampman
Emmy Raver-Lampman (Norfolk, Virginia, 5 de septiembre de 1988) es una actriz de cine, teatro y televisión y cantante estadounidense. Es más conocida por su participación en Hamilton: An American Musical y en la serie de Netflix The Umbrella Academy.

## Trayectoria

### Primeros años
Raver-Lampman nació y se crio en la ciudad de Norfolk, Virginia, siendo hija única. Ya en la universidad, asistió al Marymount Manhattan College, donde en 2012 se graduó con una licenciatura en teatro.

### Carrera
Comenzó su carrera de actriz en el teatro musical, luego de audicionar para Los Niños del Edén mientras estudiaba. Esto la llevó a recibir un papel en el musical de rock Hair. También ha actuado en Broadway, en Jekyll & Hyde, A Night with Janis Joplin y The Spongebob Musical. Por otra parte, ha participado en series de televisión como A Million Little Things y The Umbrella Academy, de Netflix, siendo en esta última donde tuvo su primer papel protagónico.

### Vida personal
Mantiene una relación con Daveed Diggs, a quien conoció en 2015 cuando actuaban juntos en Hamilton. En septiembre de 2023 se hizo público que iban a ser padres.

## Filmografía

### Cine
| Año  | Título             | Rol           | Notas        |
| ---- | ------------------ | ------------- | ------------ |
| 2019 | Stucco             | Relaxer       | Cortometraje |
| 2020 | aTypical Wednesday | Millie        |              |
| 2022 | Blacklight         | Mira          |              |
| 2024 | The Beekeeper      | Verona Parker |              |

### Televisión
| Año           | Título                  | Rol                                | Notas                                                                                 |
| ------------- | ----------------------- | ---------------------------------- | ------------------------------------------------------------------------------------- |
| 2016          | Odd Mom Out             | Mujer en una cita                  | Episodio: "Hamming It Up"                                                             |
| 2018          | A Million Little Things | Rebecca                            | Episodio: "Friday Night Dinner"                                                       |
| 2019          | American Dad!           | Agente de viajes (voz)             | Episodio: "Stompe le Monde"                                                           |
| 2019          | Jane the Virgin         | Lily Lofton                        | Episodios: "Chapter Ninety-seven"; "Chapter Ninety-eight"                             |
| 2019          | Robot Chicken           | Peppermint / Madre del chico (voz) | Episodio: "Robot Chicken's Santa's Dead (Spoiler Alert) Holiday Murder Thing Special" |
| 2019–presente | The Umbrella Academy    | Allison Hargreeves / Número tres   | Papel principal                                                                       |
| 2021–2022     | Central Park            | Molly Tillerman (voz)              | Papel principal (temporada 2)                                                         |

## Teatro
| Año       | Título                    | Rol                                                             | Lugar                                                           | Notas                                 |
| --------- | ------------------------- | --------------------------------------------------------------- | --------------------------------------------------------------- | ------------------------------------- |
| 2010      | Children of Eden          | Eve / Mamá Noah                                                 | Astoria Performing Arts Center: Mayo de 2010                    | Producción de Off-Off-Broadway        |
| 2010–2011 | Hair                      | Reparto coral Suplente: Dionne, Abraham Lincoln                 | Gira nacional: Octubre de 2010 – junio de 2011                  | Gira nacional                         |
| 2010–2011 | Hair                      | Reparto coral Suplente: Dionne, Abraham Lincoln                 | Teatro Saint James: Julio – septiembre de 2011                  | Vuelta de la gira en Broadway         |
| 2012–2013 | Jekyll & Hyde             | Reparto coral Suplente: Lucy Harris                             | Gira nacional: Octubre de 2012 – marzo de 2013                  | Tercera gira nacional                 |
| 2012–2013 | Jekyll & Hyde             | Reparto coral Suplente: Lucy Harris                             | Marquis Theatre: Abril – mayo de 2013                           | Reversión de Broadway                 |
| 2013–2014 | A Night with Janis Joplin | Swing Suplente: Joplinaires                                     | Lyceum Theatre: Octubre de 2013 – febrero de 2014               | Elenco original de Broadway           |
| 2014–2015 | Wicked                    | Elphaba (suplente)                                              | Gira nacional: Febrero de 2014 – marzo de 2015                  | Reemplazo de la primera gira nacional |
| 2015–2017 | Hamilton                  | Reparto coral Suplente: Angelica, Eliza, Peggy / Maria Reynolds | Richard Rodgers Theatre: Julio de 2015 – abril de 2016          | Producción original de Broadway       |
| 2015–2017 | Hamilton                  | Reparto coral Suplente: Angelica, Eliza, Peggy / Maria Reynolds | Eliza Tour (CIBC Theatre): Septiembre de 2016 – febrero de 2017 | Producción en Chicago                 |
| 2015–2017 | Hamilton                  | Angelica                                                        | Gira de Angelica: Marzo – diciembre de 2017                     | Primera gira nacional                 |
| 2016      | SpongeBob SquarePants     | Pearl Krabs                                                     | Oriental Theatre: Junio – julio de 2016                         | Producción original en Chicago        |
| 2020      | Gun & Powder              | Martha                                                          | Signature Theatre: Enero – febrero de 2020                      | Producción original en Virginia       |

## Discografía
- Hamilton (Original Broadway Cast Recording) (2015); miembro de la compañía[10]
- Bonnie and Clyde and a Whole Lotta Jazz (Live at 54 Below) (2016), compuesta por Frank Wildhorn; cantante destacada[11]
- SpongeBob SquarePants, The New Musical (2017); miembro de la compañía y cantante destacada en "Daddy Knows Best"[12][13]
- Blindspotting: The Collin EP (2018), por Daveed Diggs y Rafael Casal; cantante destacada en "Something in the Water"[14]
- The Umbrella Academy (Original Series Soundtrack) (2019), compuesta por Jeff Russo; cantante destacada en "Stormy Weather"[15]
- Seven Nights in Chicago (2019), por Daveed Diggs y Rafael Casal; cantante destacada en "At this Point" y "No Feels"
- The Good & The Bad (2019), por Anthony Ramos; vocalista de fondo en "Comeback Home"[16]
- Three Points of Contact (2019), álbum conceptual compuesto por Ryan Scott Oliver; cantante destacada en "Bleed You Dry"[17]